# جوناثان جيبسون (كرة سلة)
جوناثان جيبسون (بالإنجليزية: Jonathan Gibson)‏ مواليد 8 نوفمبر 1987 في ويست كوفينا، هو لاعب كرة سلة أمريكي. بدأ مسيرته الاحترافية في سنة 2010. يبلغ طوله 6 قدم 2 بوصة (1.9 م).

## المسيرة الاحترافية
لعب مع أوياك رينو في سنة 2010، ثم لعب مع طرابزون سبور لكرة السلة في الدوري التركي في موسم 2011–2012، ثم لعب مع نيو باسكت برينديزي في الدوري الإيطالي في موسم 2012–2013، ثم لعب مع تشيجيانغ ليونز في موسم 2013–2014، ثم لعب مع تشينغداو دبلستار في موسم 2015–2016، ثم لعب مع دالاس مافيريكس في سنة 2016.

## إحصائيات المسيرة

### الموسم الاعتيادي
| السنة   | الفريق         | لعب | بدأ | دقيقة | ميداني% | ثلاثية | حرة  | ارتداد | صنع | استلاب | تصدي | نقطة |
| ------- | -------------- | --- | --- | ----- | ------- | ------ | ---- | ------ | --- | ------ | ---- | ---- |
| 2016–17 | دالاس مافيريكس | 17  | 0   | 13.6  | .368    | .333   | .724 | 1.3    | 1.5 | .5     | .0   | 6.2  |
| المسيرة | المسيرة        | 17  | 0   | 13.6  | .368    | .333   | .724 | 1.3    | 1.5 | .5     | .0   | 6.2  |

## روابط خارجية
- جوناثان جيبسون على موقع إن بي أي (الإنجليزية)
- جوناثان جيبسون على موقع سبورتس رفرنس (الإنجليزية)
- جوناثان جيبسون على موقع كرة السلة الأوروبية.كوم (الإنجليزية)
- جوناثان جيبسون على موقع كلية كرة السلة في سبورتس رفرنس.كوم (الإنجليزية)
- جوناثان جيبسون على موقع ريلجم (الإنجليزية)
- جوناثان جيبسون على موقع بروبوليرز (الإنجليزية)
- جوناثان جيبسون على موقع سبورتس رفرنس (الإنجليزية)